# Bernardino González Vázquez
Bernardino González Vázquez (Fráncfort del Meno, Hesse, Alemania, 29 de marzo de 1966), conocido como González Vázquez, es un ex árbitro internacional FIFA de fútbol de la Primera División de España. Es presidente del Comité Gallego de Árbitros desde noviembre de 2015 y vicepresidente del Comité Técnico de Árbitros de la Real Federación Española de Fútbol desde junio de 2018.

## Trayectoria
Debutó en Primera División de España el 16 de septiembre de 2001 en el Real Betis-Real Madrid (3-1). En 2005 alcanzó la escarapela FIFA, y su máximo logro internacional fue dirigir la final de la del Campeonato Europeo Sub-17 de 2005 celebrado en Italia, entre Turquía y los Países Bajos.
Dirigió el partido de ida de la Supercopa de España de 2006 entre el Real Club Deportivo Espanyol y el Fútbol Club Barcelona (0-1).